# Harold D. Schuster
Pour les articles homonymes, voir Schuster.
Harold D. Schuster (Cherokee, Iowa, 1er août 1902 - Westlake Village, Californie, 19 juillet 1986) est un monteur et réalisateur américain.

## Biographie
C'est comme acteur que Harold D. Schuster fit ses débuts au cinéma, une carrière qu'il ne mit pas longtemps à abandonner, pour s'orienter vers la technique cinématographique, devenant monteur — c'est lui qui réalisa le montage de L'Aurore (Sunrise : A Song of Two Humans, 1927) de Murnau, et il travailla notamment sur des films d'Allan Dwan, Alexander Korda, Victor Fleming et Frank Lloyd —, puis finalement réalisateur.
Parmi bon nombre de réalisations sans grande ambition, on trouve néanmoins dispersées çà et là dans son œuvre quelques perles. Ainsi, Mon amie Flicka (My friend Flicka, 1943), qui raconte l'histoire d'un garçon et d'un cheval extraordinaire, remporta un vif succès au moment de sa sortie. Schuster a également tourné quelques thrillers dignes d'intérêt, comme Loophole (1954), dans lequel le guichetier d'une banque est pris dans une histoire de détournement de fonds. De lui également La Poursuite fantastique (Dragoon Wells Massacre, 1957), un solide western, avec pour protagonistes deux groupes de voyageurs obligés de se liguer pour venir à bout d'Indiens belliqueux.
À la fin de sa carrière, Schuster se tourna vers la télévision, pour laquelle il tourna des épisodes de différentes séries.

## Filmographie

### Comme réalisateur
- 1937 : La Baie du destin (Wings of the Morning)
- 1937 : Dîner au Ritz (Dinner at the Ritz)
- 1938 : Swing That Cheer
- 1938 : Queer Cargo ou Pirates of the seven seas (film britannique)
- 1938 : Exposed
- 1939 : One Hour to Live
- 1940 : Framed
- 1940 : Zanzibar (en)
- 1940 : Ma, He's Making Eyes at Me
- 1940 : South to Karanga (en)
- 1940 : La Frontière des diamants (Diamond Frontier)
- 1941 : Âge ingrat (Small Town Deb)
- 1941 : A Very Young Lady
- 1942 : On the Sunny Side
- 1942 : The Postman didn't ring
- 1942 : Girl Trouble
- 1943 : Mon amie Flicka (My friend Flicka)
- 1943 : Bomber's Moon
- 1944 : Marine Raiders (en)
- 1946 : Breakfast in Hollywood
- 1948 : The Tender Years
- 1948 : Danny, le petit mouton noir (So Dear to My Heart)
- 1952 : Kid Monk Baroni
- 1953 : Jack Slade
- 1954 : Loophole
- 1954 : Security Risk
- 1954 : Port of Hell
- 1955 : Finger Man
- 1955 : The Return of Jack Slade (it)
- 1955 : Tarzan's Hidden Jungle
- 1956 : Down Liberty Road
- 1957 : Courage of Black Beauty
- 1957 : La Poursuite fantastique (en) (Dragoon Wells Massacre) de Harold D. Schuster
- 1957 : Portland Exposé
- 1958 : The Power of the Resurrection

### Comme monteur
- 1929 : L'Iceberg vengeur (Frozen Justice) d'Allan Dwan
- 1930 : Le Beau Contrebandier (Women Everywhere) de Alexander Korda
- 1930 : Les Renégats (Renegades) de Victor Fleming
- 1930 : Sa plus belle vengeance (Such Men Are Dangerous) de Kenneth Hawks
- 1931 : Ambassador Bill de Sam Taylor
- 1931 : Skyline de Sam Taylor
- 1932 : A Passport to Hell de Frank Lloyd
- 1932 : Chandu le magicien (Chandu the Magician)
- 1932 : Fille de feu (Call Her Savage) de John Francis Dillon
- 1933 : Berkeley Square de Frank Lloyd
- 1933 : Révolte au zoo de Rowland V. Lee
- 1934 : Les Nuits de New York (Now I'll Tell) d'Edwin J. Burke
- 1935 : La Jolie Batelière de Victor Fleming
- 1935 : L'Homme qui fait sauter la banque (The Man Who Broke the Bank at Monte Carlo) de Stephen Roberts

### Comme acteur
- 1924 : Le Cheval de fer (The Iron Horse) de John Ford